# اتحادیه کانزاک
اتحادیه کانزاک یا اتحادیه کانزوک (به انگلیسی: canzuk) با هدف ایجاد آزادی سفر، تجارت آزاد، بازار کار مشترک و سیاست خارجی مشترک بین کشورهای بریتانیا و کانادا و استرالیا و نیوزلند است.
پس از رای مردم بریتانیا در همه‌پرسی برکسیت به خروج از اتحادیه اروپا امید ایجاد اتحادیه کانزوک در دل طرفداران آن جوانه زد.
عملکرد اتحادیه کانزوک همانند اتحادیه اروپا تعریف شده‌است و چیزی که باعث شده افرادی کانزوک را موفق تر از اتحادیه اروپا بدانند وجود اشتراکات زیادی بین کشورهای بریتانیا کانادا استرالیا و نیوزلند است همانند زبان مشترک، تاریخ مشترک، فرهنگ مشترک و همچنین اشتراکاتی در اداره کشورها مثل سنت پارلمانی و وجود قوانین یکسان در اداره کشور تحت عنوان مشروطه و قبولیت ملکه و یا پادشاه انگلیس به عنوان رئیس دولت.
از انتقادات وارده به این اتحادیه می‌توان به فاصله جغرافیایی زیاد بین این ۴ کشور اشاره کرد. یکی از اهداف اصلی تشکیل این اتحادیه، مقابله با گسترش نفوذ اقتصادی و سیاسی چین در جهان است.